# Sayouba Mandé
Sayouba Mandé (ur. 15 czerwca 1993 w Abidżanie) – iworyjski piłkarz występujący na pozycji bramkarza w duńskim klubie Odense BK oraz w reprezentacji Wybrzeża Kości Słoniowej. Znalazł się w kadrze na Mistrzostwa Świata 2014.